# Bill Wilkinson (Leichtathlet)
William Wilkinson (* 4. August 1934; † 29. April 1985) war ein britischer Langstreckenläufer.
1966 wurde er für England startend bei den British Empire and Commonwealth Games in Kingston Siebter über Meilen.
Am 22. Juni 1966 stellte er in London mit 13:39,6 min seine persönliche Bestzeit über 5000 m auf.